# Comic Girls
Comic Girls (jap. こみっくがーるず Komikku gāruzu) – czteropanelowa manga autorstwa Kaori Hanzawy, publikowana na łamach magazynu „Manga Time Kirara Max” wydawnictwa Hōbunsha od marca 2014 do lutego 2023.
Na jej podstawie studio Nexus wyprodukowało serial anime, który emitowano od kwietnia do czerwca 2018.

## Fabuła
Kaoruko Moeta, rysowniczka mang yonkoma o pseudonimie „Kaos”, jest uczennicą pierwszej klasy liceum. Po tym, jak jej manga zajęła najniższe miejsce w ankiecie czytelniczej, jej redaktorka zaleca jej wstąpienie do specjalnego akademika dla mangaków. Współlokatorkami Kaoruko są autorka mang shōjo, Koyume Koizuka, autorka mang romantycznych dla nastolatków, Ruki Irokawa i autorka mang shōnen, Tsubasa Katsuki. Dziewczyny wspierają się nawzajem, pracując nad stworzeniem jak najlepszej mangi.

## Bohaterowie
- Kaoruko Moeta (jap. 萌田 薫子 Moeta Kaoruko) / Kaos (jap. かおす Kaosu)

Seiyū: Hikaru Akao 
- Koyume Koizuka (jap. 恋塚 小夢 Koizuka Koyume) / Koisuru Koyume (jap. 恋スル小夢)

Seiyū: Kaede Hondo 
- Ruki Irokawa (jap. 色川 琉姫 Irokawa Ruki) / Bakunyū♥Himeko (jap. 爆乳♥姫子)

Seiyū: Saori Ōnishi 
- Tsubasa Katsuki (jap. 勝木 翼 Katsuki Tsubasa) / Wing V (jap. ウィング・V Wingu Bui)

Seiyū: Rie Takahashi 
- Ririka Hanazono (jap. 花園莉々香 Hanazono Ririka)

Seiyū: Aya Endō 
- Mayu Amisawa (jap. 編沢 まゆ Amisawa Mayu)

Seiyū: Minami Tsuda 
- Miharu Nijino (jap. 虹野 美晴 Nijino Miharu)

Seiyū: Ayaka Nanase 
- Suzu Fūra (jap. 怖浦 すず Fūra Suzu)

Seiyū: Rie Takahashi 
- Haruko Moeta (jap. 萌田 はる子 Moeta Haruko)

Seiyū: Mamiko Noto 

## Manga
Manga ukazywała się w magazynie „Manga Time Kirara Max” od 19 marca 2014 do 17 lutego 2023. Wydawnictwo Hōbunsha zebrało ją w 9 tankōbonach, wydanych między 27 kwietnia 2015 a 27 marca 2023.
| Nr | Data wydania (język japoński) | ISBN (język japoński)  |
| -- | ----------------------------- | ---------------------- |
| 1  | 27 kwietnia 2015              | ISBN 978-4-8322-4566-2 |
| 2  | 27 kwietnia 2016              | ISBN 978-4-8322-4687-4 |
| 3  | 27 czerwca 2017               | ISBN 978-4-8322-4849-6 |
| 4  | 27 marca 2018                 | ISBN 978-4-8322-4931-8 |
| 5  | 25 kwietnia 2019              | ISBN 978-4-8322-7085-5 |
| 6  | 27 kwietnia 2020              | ISBN 978-4-8322-7187-6 |
| 7  | 26 marca 2021                 | ISBN 978-4-8322-7263-7 |
| 8  | 25 marca 2022                 | ISBN 978-4-8322-7355-9 |
| 9  | 27 marca 2023                 | ISBN 978-4-8322-7447-1 |

## Anime
12-odcinkowy telewizyjny serial anime został wyprodukowany przez studio Nexus i wyreżyserowany przez Yoshinobu Tokumoto. Scenariusz napisał Natsuko Takahashi, postacie zaprojektowała Keiko Saitō, a muzykę skomponował Kenichirō Suehiro. Seria była emitowana od 5 kwietnia do 21 czerwca 2018. Motywem otwierającym i kończącym są odpowiednio „Memories” i „Namida wa misenai” (jap. 涙はみせない), oba w wykonaniu Comic Girls (Hikaru Akao, Kaede Hondo, Saori Ōnishi i Rie Takahashi). Prawa do streamingu anime poza Azją i niemieckojęzyczną częścią Europy nabył Crunchyroll.

### Lista odcinków
| №  | Tytuł | Premiera         |
| -- | --- | ---------------- |
| 1  | I Got the Worst Results on the Survey?! Ankēto biri desu ka!? (アンケートビリですか!?)                                      | 5 kwietnia 2018  |
| 2  | Back to School Kyō kara gakkō deshita (今日から学校でした)                                                                  | 12 kwietnia 2018 |
| 3  | Jiggle Jiggle Bounce Punipuni poyon desu ne (プニプニポヨンですね)                                                          | 19 kwietnia 2018 |
| 4  | Scuffling Wildly Rendezvous Kunzu hoguretsu randevū (くんずほぐれっランデヴー)                                              | 26 kwietnia 2018 |
| 5  | Amisawa-san, Do You Cosplay? Amisawa-san kosupure surun desu ka? (編沢さん コスプレするんですか?)                           | 3 maja 2018      |
| 6  | I’ll Go Shave All My Hair Off! Marugari ni shitekimasu (丸刈りにしてきます)                                                 | 10 maja 2018     |
| 7  | Is This Heaven!? Koko wa tengoku desu ka!? (ここは天国ですか!?)                                                             | 17 maja 2018     |
| 8  | Woof Meow Meow Woof Festival Wan nyan nyan wan matsuri (わんにゃんにゃんわんまつり)                                         | 24 maja 2018     |
| 9  | Kaospiral Kaosupairaru (かおスパイラル)                                                                                     | 31 maja 2018     |
| 10 | It’s Not Fair That Michiru Gets All the Love Michiru bakkari aisarete zurui (みちるばっかり愛されてずるい)                  | 7 czerwca 2018   |
| 11 | My Life Has Reached Its Peak Jinsei no pīku ga kitan desu (人生のピークがきたんです)                                        | 14 czerwca 2018  |
| 12 | Farewell, You Wonderful Manga Artists Itterasshaimase rippa na mangaka-sama-tachi (いってらっしゃいませ 立派な漫画家様たち) | 21 czerwca 2018  |